# Marudi
Marudi est une ville située sur le Baram dans la Division de Miri, Sarawak, Malaisie. Marudi est une ville tranquille située à l'intérieur des terres en partant de Miri, de taille similaire à la ville de Kapit. Sa principale attraction est le « Fort-House ». C'est aussi le cœur culturel des Orang Ulu. Avant la fondation de Miri, Marudi était le centre administratif de la région nord du Sarawak.
Marudi, ville fluviale à environ 100 km en amont de Kuala Baram, est la plus grande ville du district de Baram. Elle est le siège administratif du district depuis l'époque des Rajahs blancs. Marudi était une porte d'entrée très prisée des touristes vers le parc national du Gunung Mulu. Avec l'achèvement d'un petit aéroport à Mulu, la plupart des touristes préfèrent rejoindre le parc directement de l'aéroport de Miri.

## Histoire

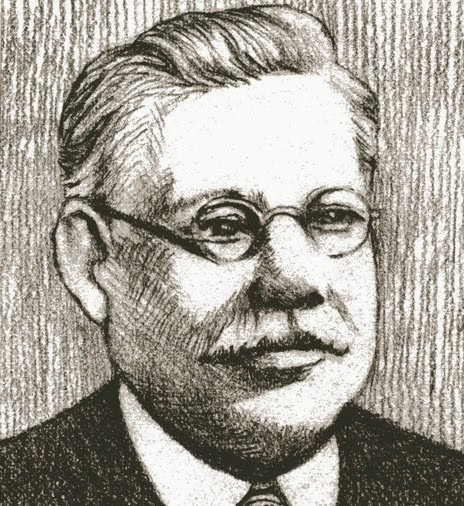
Charles Hose

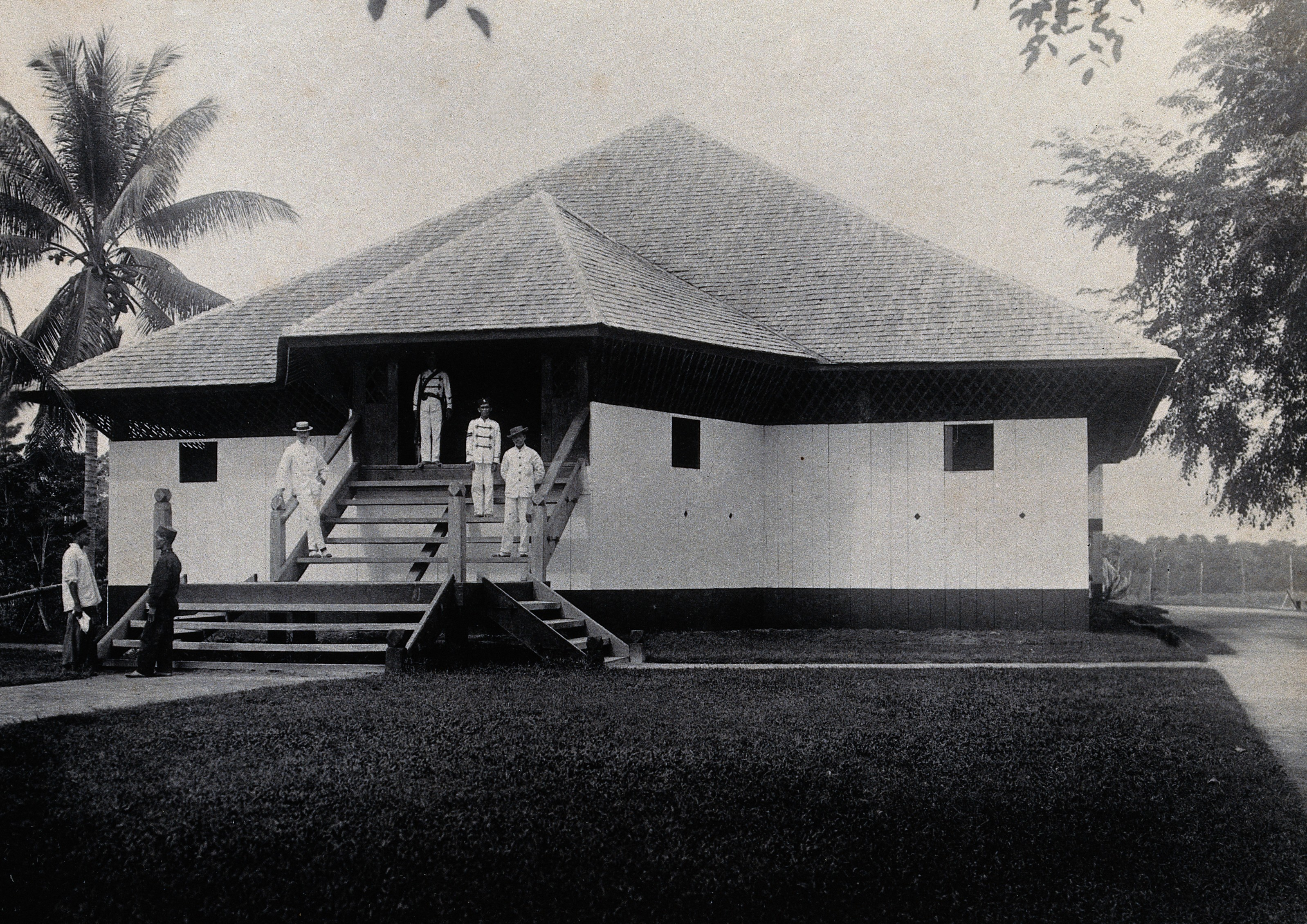
Vue de l'extérieur du fort Hose en 1896

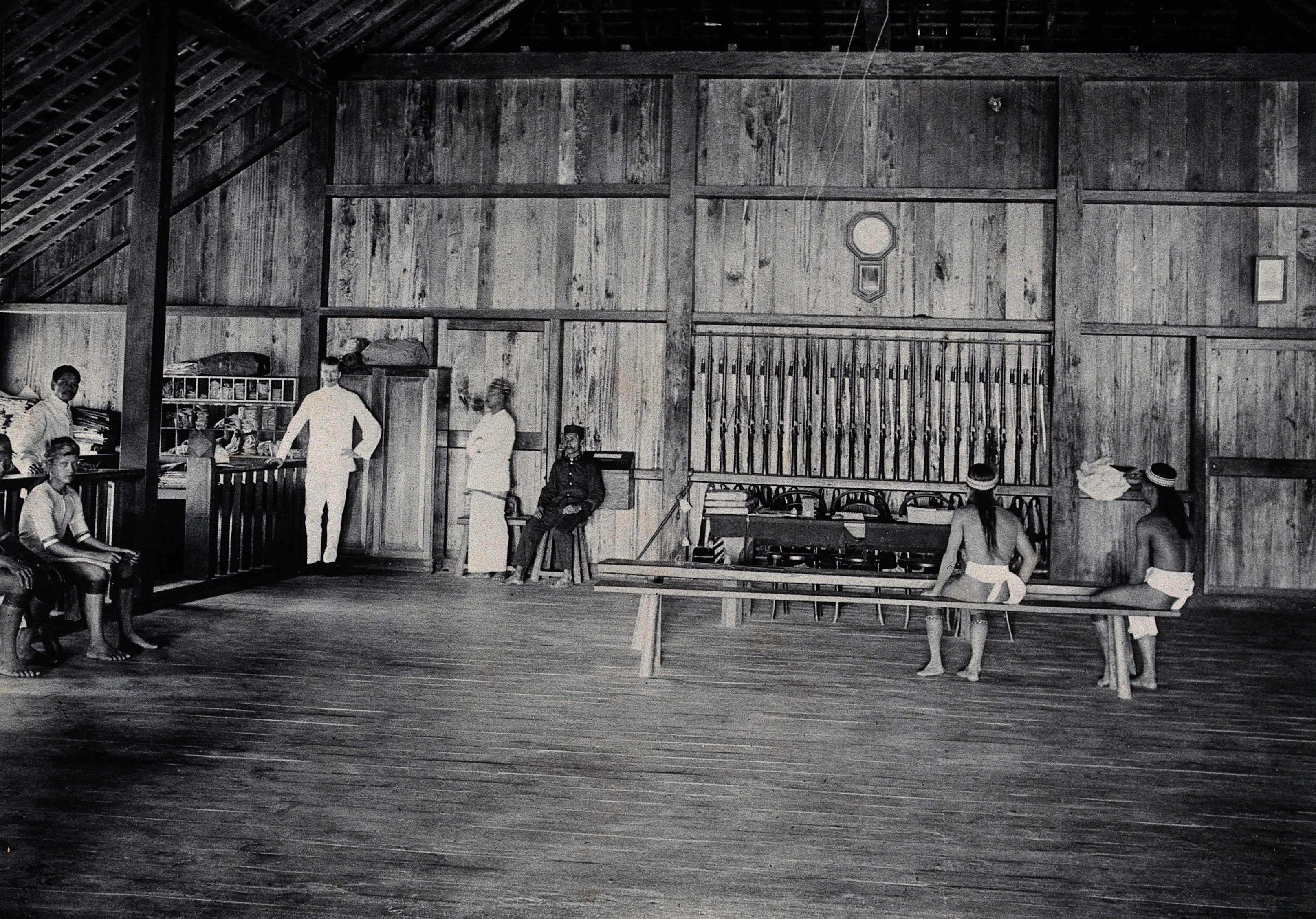
Vue de l'intérieur du fort Hose en 1896

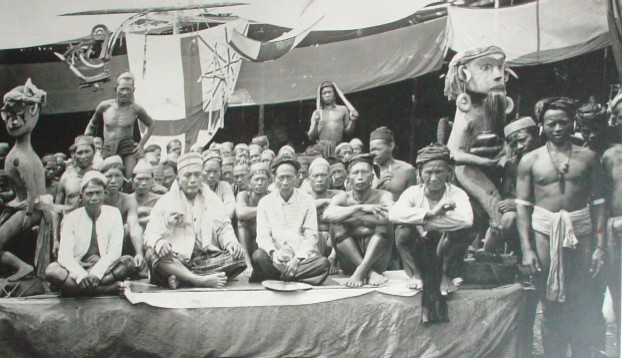
Conférence de paix de tribus indigènes en avril 1899

Charles Brooke succède à James Brooke comme nouveau rajah de Sarawak, en 1868.
En 1883, le sultan de Brunei (sultan Abdul Momin) cède la région de Baram (y compris Miri) à Charles Brooke,.
La quatrième division de Sarawak a immédiatement été créée avec l'installation de Claude Champion de Crespigny comme le premier résident de la Division.
Un fort est construit à Claude Town (l'actuelle Marudi, 43 km à l'est de Miri) en 1883.
Claude Town est devenue le centre administratif de la division.
Charles Hose succède à Mr Claude en tant que nouveau Résident en 1891, et le fort de Marudi a été rebaptisé « Fort Hose ».
Pour rétablir la paix entre les diverses tribus ethniques dans la région, Charles Hose a décidé d'organiser une conférence de paix dans son fort en avril 1899.
Cette conférence de paix a également conduit à la naissance de la première régate de Baram, une course de bateau entre indigènes, et qui est toujours organisée aujourd'hui.
Le Bureau du Résident a déménagé de Marudi à Miri en 1912, après la découverte de pétrole et le développement des activités de Miri.

## Transports

### Air
Marudi est servi par l'aéroport de Marudi (MUR) situé dans la ville, et relie les villes de Miri, Bario, Long Banga, Long Lellang, Long Akah et Long Seridan. L'aéroport est accessible en 10 minutes (1 km) à l'est du centre.

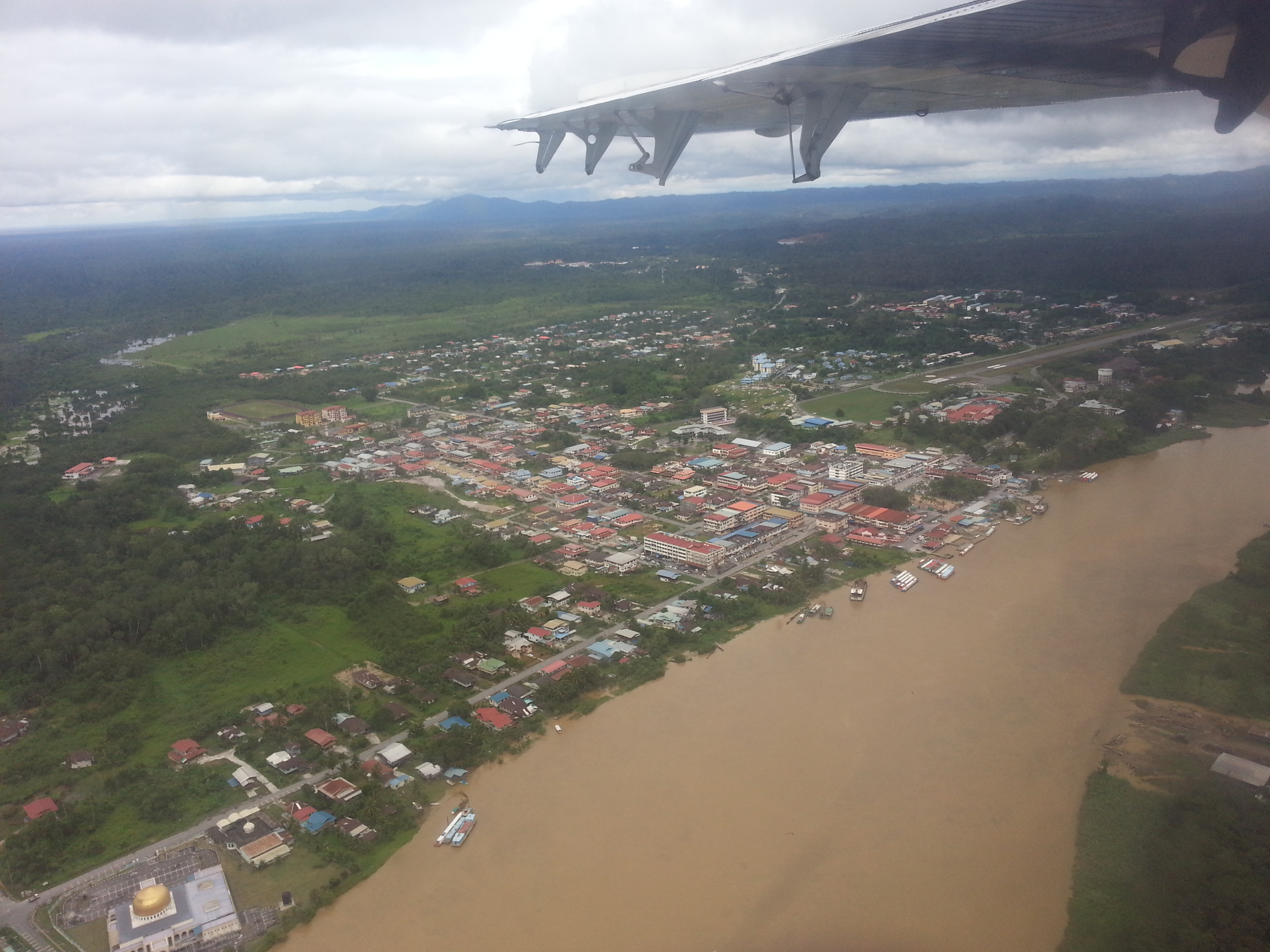
Marudi vue du ciel

### Fluvial
Les bateaux-express entre Marudi et Kuala Baram circulaient régulièrement le matin et en début d'après-midi jusqu'à ce que la route reliant Miri Marudi soit achevée. Depuis lors, il n'existait qu'un seul bateau de transport, qui a cessé son activité le 1er juin 2015.

### Terre
Marudi est maintenant relié par route à Miri en 1 h 30. Cette route n'est toutefois pas totalement inachevée, et nécessite l'usage d'un ferry pour traverser la rivière Sungai.

## Tourisme

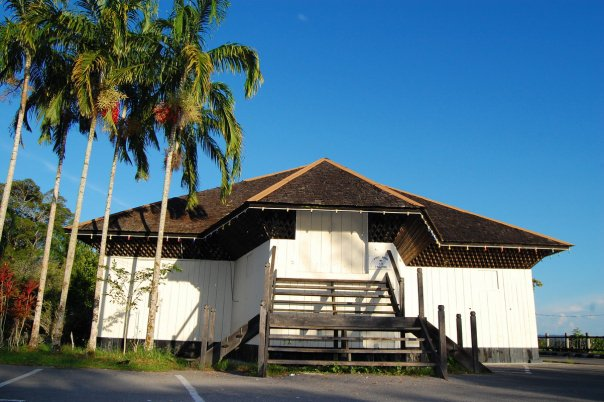
Musée régional de Baramà Marudi (anciennement connu sous le nom de fort Hose).

La principale attraction touristique de la ville est le fort Hose. Le fort Hose était un fort en bois construit au cours de l'administration Brooke. Le fort a été nommé d'après un ethnologue et photographe Charles Hose. Le fort fut plus tard transformé en un musée qui abrite quelques photos ethnographiques, textiles locaux, de l'artisanat, et des objets de cérémonie.

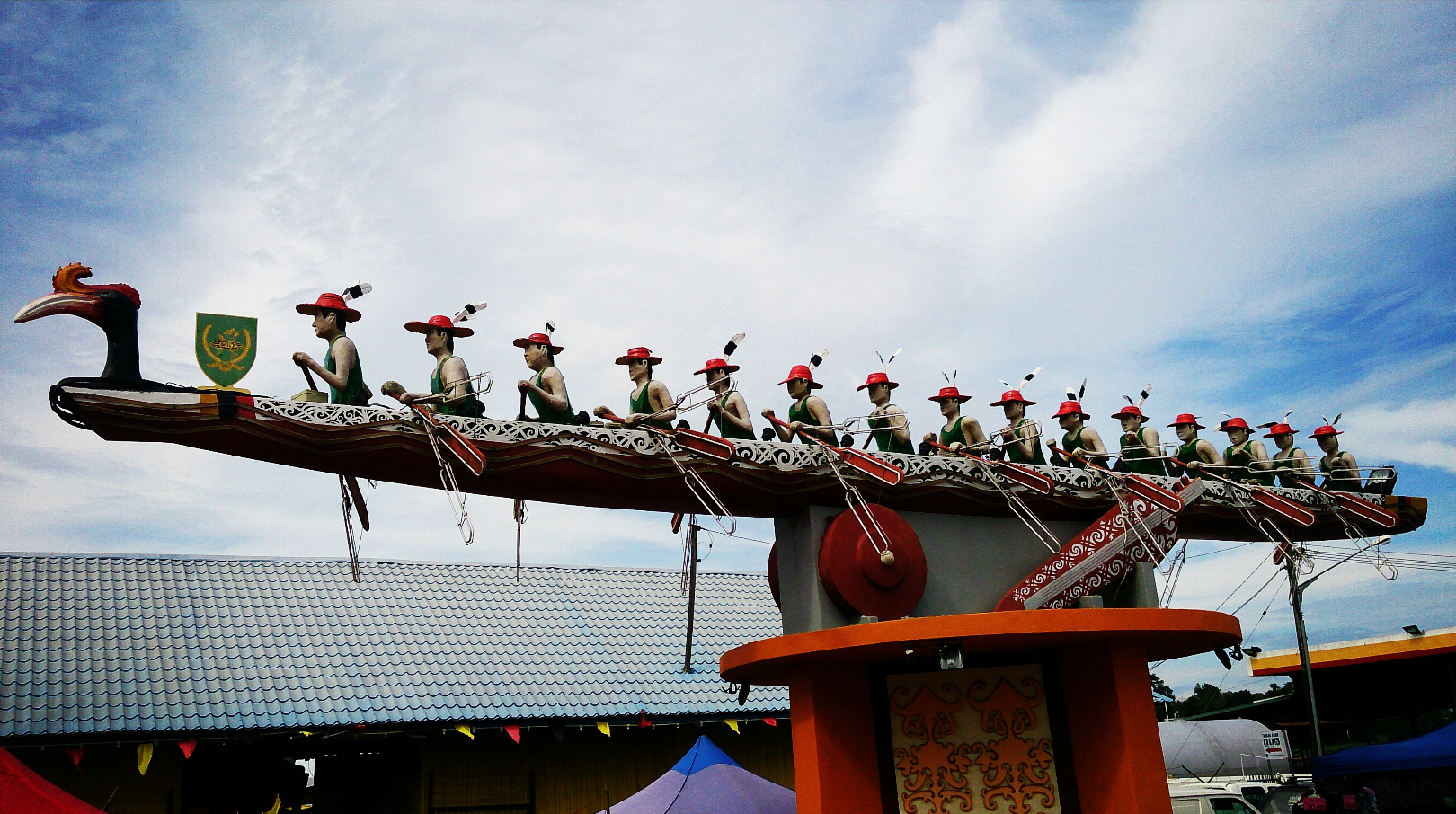
Statue de la Régate de Baram

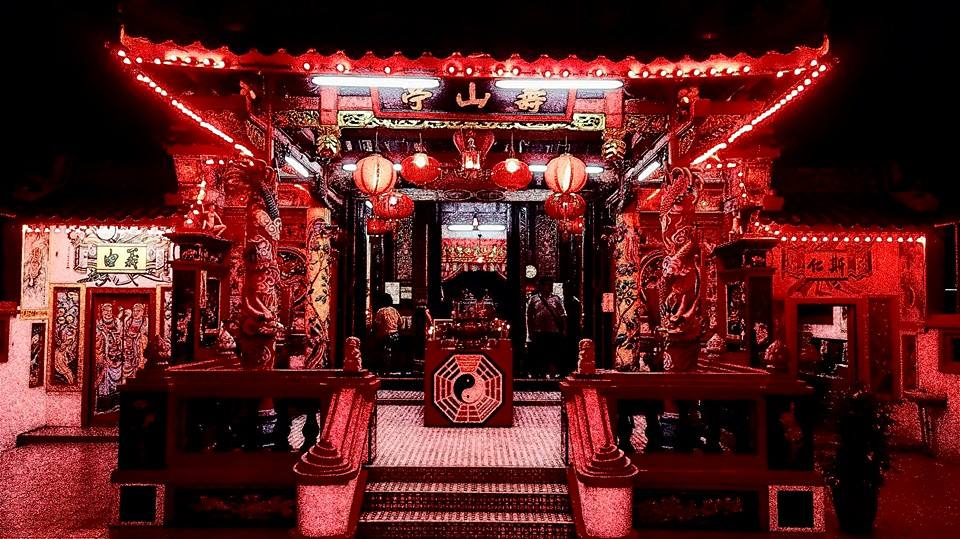
Marudi Tua Pek Gong Du Temple

## Culture

### Cuisine

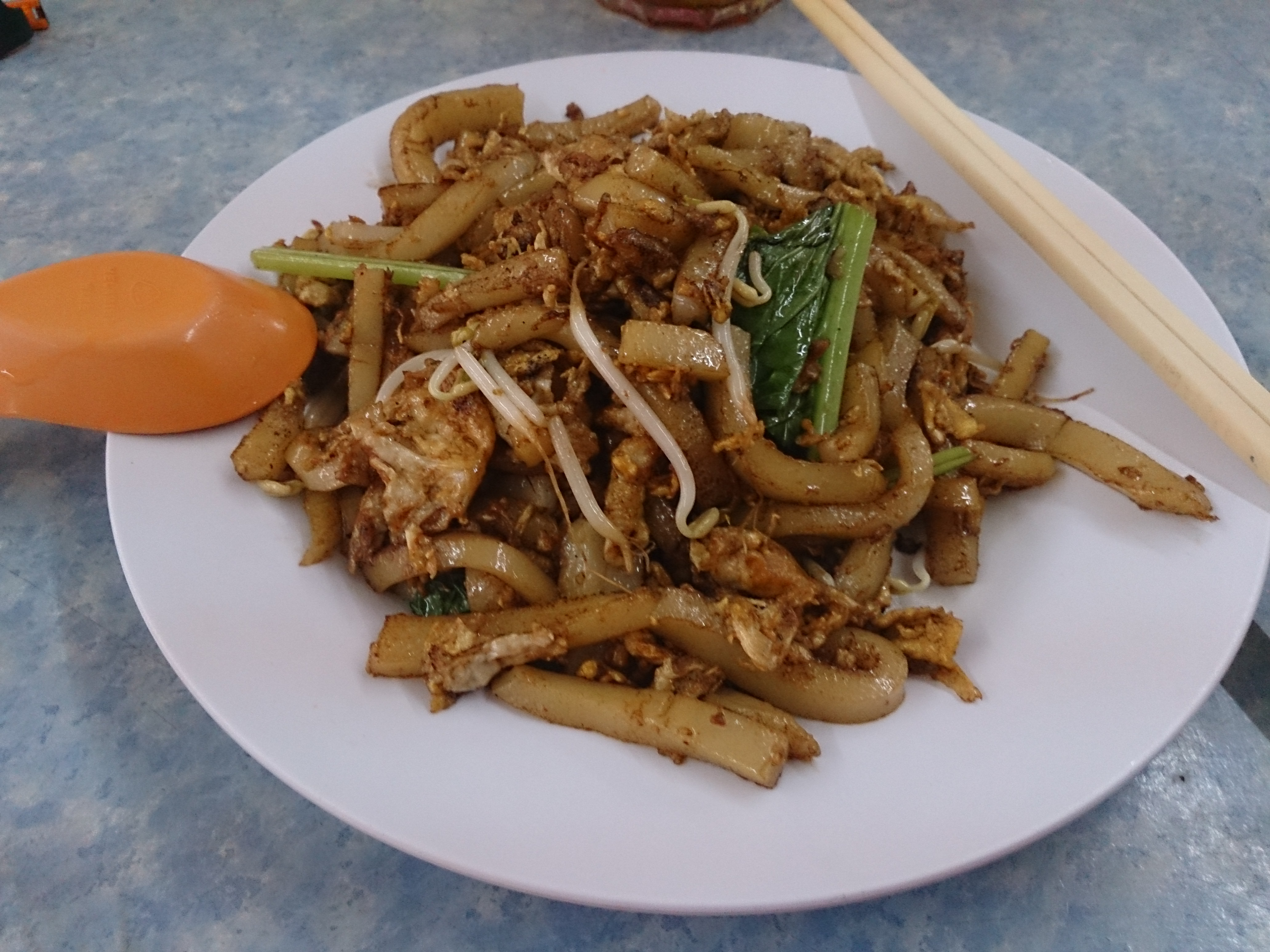
Marudi Kueh Tiaw

Le plus célèbre plats de Marudi est le Marudi Kueh Tiaw. Il peut être trouvé dans tous les restaurants chinois de la ville. Par rapport aux autres Kueh Tiaw de Malaisie, celui de Marudi est plus épais. 

## Enseignement
Maternelles
- Marudi Méthodiste
- Yuk Ying

Écoles primaires
- SJK Chung Hua
- SJK Sungai Jaong
- SRB Qiao Nang
- SRB Hua Nang
- Bon Pasteur
- Dato Sharif Hamid

Collèges
- SMK Telang Usan
- SMK Marudi

Lycée
- Lycée technique (automobile)